# Хоффман (фильм)
«Хоффман» (англ. Hoffman) — британский кинофильм 1970 года. Экранизация произведения Эрнеста Геблера.

## Сюжет
Бизнесмен Бенджамин Хоффман ведёт шикарную жизнь, однако он очень одинок. Узнав, что Том, жених его секретарши Джанет имеет криминальное прошлое, Бенджамин угрожает испортить жизнь молодых, если Джанет откажется провести с ним выходные. Ради любви к Тому девушка соглашается на это, но оказывается, что Хоффману было нужно от неё лишь общение…

## Актёрский состав
- Питер Селлерс — Бенджамин Хоффман
- Шинейд Кьюсак — Джанет Смит
- Джереми Буллок — Том Митчелл
- Рут Даннинг
- Дэвид Лодж
- Кэй Холл
- Элизабэт Бэйли
- Синди Берроуз
- Карен Мурта
- Рон Тейлор